# Maszewo (Pomerania Occidentale)
Maszewo (Massow fino al 1945) è un comune urbano-rurale polacco del distretto di Goleniów, nel voivodato della Pomerania Occidentale.
Ricopre una superficie di 210,51 km² e nel 2005 contava 8 286 abitanti.